# 迪克森 (印第安納州和俄亥俄州)
迪克森（英語：Dixon）是位於美國印地安納州艾倫縣的一個非建制地區。該地的面積和人口皆未知。

## 地理
迪克森的座標為40°57′00″N 84°48′11″W / 40.95000°N 84.80306°W，而該地的平均海拔高度為241米（即791英尺）。

## 歷史
1854年，印第安納州和俄亥俄州交界處開始出現迪克森這個地方。1855年，迪克森的俄亥俄州一側出現了一家邮局，该邮局一直运营到1958年。